# Saccopharyngoidei
Sous-ordre
Les Saccopharyngoidei sont un sous-ordre de poissons de l'ordre des Saccopharyngiformes (poissons longiformes peu connus car vivant dans la zone bathyale et abyssale). 

## Liste des familles
Selon ITIS (6 décembre 2024) :
- Eurypharyngidae Gill, 1883
- Monognathidae Trewavas, 1937
- Saccopharyngidae Bleeker, 1859

## Systématique
Le nom valide complet (avec auteur) de ce taxon est Saccopharyngoidei.
Le WoRMS ne reconnait pas ce sous-ordre et classe ces différentes familles directement dans l'ordre des Saccopharyngiformes.